# Puccinia keae
Puccinia keae är en svampart som beskrevs av G. Cunn. 1928. Puccinia keae ingår i släktet Puccinia och familjen Pucciniaceae.   Inga underarter finns listade i Catalogue of Life.